# Mistrzostwa Polski w kolarstwie szosowym – jazda indywidualna na czas
Mistrzostwa Polski w kolarstwie szosowym w konkurencji jazdy indywidualnej na czas rozgrywane są wśród mężczyzn od 1970. Zawody kobiece odbywają się od lat 80.

## Medaliści

### Mężczyźni

#### Amatorzy
| Rok  | Złoto                | Srebro               | Brąz                  |
| 1970 | Jan Magiera          | Mieczysław Nowicki   | Paweł Kaczorowski     |
| 1971 | Tadeusz Mytnik       | Jan Magiera          | Mieczysław Nowicki    |
| 1972 | Tadeusz Mytnik       | Ryszard Kozieł       | Florian Andrzejewski  |
| 1973 | Tadeusz Mytnik       | Szczepan Klimczak    | Ryszard Szurkowski    |
| 1974 | Tadeusz Mytnik       | Stanisław Babula     | Stanisław Kirpsza     |
| 1975 | Jan Jankiewicz       | Czesław Lang         | Florian Andrzejewski  |
| 1976 | Florian Andrzejewski | Czesław Lang         | Janusz Bieniek        |
| 1977 | Juliusz Firkowski    | Czesław Lang         | Florian Andrzejewski  |
| 1978 | Tadeusz Mytnik       | Witold Plutecki      | Henryk Santysiak      |
| 1979 | Tadeusz Mytnik       | Jan Raczkowski       | Stanisław Kirpsza     |
| 1980 | Tadeusz Mytnik       | Jan Jankiewicz       | Zbigniew Szczepkowski |
| 1981 | Stefan Janowski      | Czesław Lang         | Jerzy Świnoga         |
| 1982 | Tadeusz Mytnik       | Roman Jaskuła        | Marek Leśniewski      |
| 1983 | Stefan Janowski      | Grzegorz Zieliński   | Marek Leśniewski      |
| 1984 | Lech Piasecki        | Tadeusz Mytnik       | Roman Jaskuła         |
| 1985 | Lech Piasecki        | Zenon Jaskuła        | Paweł Bartkowiak      |
| 1986 | Zenon Jaskuła        | Paweł Bartkowiak     | Andrzej Mierzejewski  |
| 1987 | Zenon Jaskuła        | Andrzej Mierzejewski | Marek Leśniewski      |
| 1988 | Zenon Jaskuła        | Jan Magosz           | Joachim Halupczok     |
| 1989 | Joachim Halupczok    | Jan Magosz           | Zenon Jaskuła         |
| 1990 | Andrzej Barszcz      | Andrzej Maćkowski    | Jan Magosz            |
| 1991 | Marek Leśniewski     | Dariusz Baranowski   | Andrzej Sypytkowski   |
| 1992 | Piotr Chmielewski    | Dariusz Baranowski   | Marek Leśniewski      |
| 1993 | Tomasz Brożyna       | Piotr Chmielewski    | Marek Leśniewski      |
| 1994 | Bernard Bocian       | Tomasz Brożyna       | Krzysztof Szafrański  |

#### Open
| Rok  | Złoto                | Srebro               | Brąz                 |
| 1995 | Bernard Bocian       | Krzysztof Szafrański | Tomasz Brożyna       |
| 1996 | Piotr Chmielewski    | Tomasz Brożyna       | Bernard Bocian       |
| 1997 | Dariusz Baranowski   | Paweł Niedźwiecki    | Piotr Chmielewski    |
| 1998 | Piotr Przydział      | Bernard Bocian       | Andrzej Sypytkowski  |
| 1999 | Sebastian Wolski     | Tomasz Brożyna       | Bernard Bocian       |
| 2000 | Piotr Wadecki        | Marcin Sapa          | Bernard Bocian       |
| 2001 | Piotr Przydział      | Sławomir Kohut       | Krzysztof Szafrański |
| 2002 | Krzysztof Szafrański | Wojciech Pawlak      | Marcin Sapa          |
| 2003 | Tomasz Lisowicz      | Paweł Zugaj          | Sławomir Kohut       |
| 2004 | Sławomir Kohut       | Krzysztof Ciesielski | Dawid Krupa          |
| 2005 | Piotr Mazur          | Bartosz Huzarski     | Jarosław Rębiewski   |
| 2006 | Piotr Mazur          | Łukasz Bodnar        | Jarosław Rębiewski   |
| 2007 | Łukasz Bodnar        | Jarosław Rębiewski   | Mateusz Taciak       |
| 2008 | Łukasz Bodnar        | Maciej Bodnar        | Mateusz Taciak       |
| 2009 | Maciej Bodnar        | Bartosz Huzarski     | Mateusz Taciak       |
| 2010 | Jarosław Marycz      | Maciej Bodnar        | Marcin Sapa          |
| 2011 | Tomasz Marczyński    | Łukasz Bodnar        | Wojciech Ziółkowski  |
| 2012 | Maciej Bodnar        | Michał Kwiatkowski   | Łukasz Bodnar        |
| 2013 | Maciej Bodnar        | Michał Kwiatkowski   | Mateusz Taciak       |
| 2014 | Michał Kwiatkowski   | Maciej Bodnar        | Mateusz Taciak       |
| 2015 | Marcin Białobłocki   | Kamil Gradek         | Bartosz Huzarski     |
| 2016 | Maciej Bodnar        | Marcin Białobłocki   | Mateusz Taciak       |
| 2017 | Michał Kwiatkowski   | Marcin Białobłocki   | Maciej Bodnar        |
| 2018 | Maciej Bodnar        | Marcin Białobłocki   | Michał Kwiatkowski   |
| 2019 | Maciej Bodnar        | Kamil Gradek         | Marcin Białobłocki   |
| 2020 | Kamil Gradek         | Maciej Bodnar        | Łukasz Wiśniowski    |
| 2021 | Maciej Bodnar        | Filip Maciejuk       | Łukasz Wiśniowski    |
| 2022 | Maciej Bodnar        | Kamil Gradek         | Szymon Rekita        |
| 2023 | Michał Kwiatkowski   | Maciej Bodnar        | Kamil Gradek         |
| 2024 | Filip Maciejuk       | Kamil Gradek         | Szymon Sajnok        |
| 2025 | Filip Maciejuk       | Kamil Małecki        | Piotr Pękala         |

### Kobiety
| Rok  | Złoto                    | Srebro                  | Brąz                       |
| 1984 | Anna Gretner             |                         |                            |
| 1988 | Bogumiła Matusiak        | Małgorzata Jędrzejewska | Małgorzata Sandej          |
| 1990 | Marlena Ratusz           |                         |                            |
| 1991 | Dorota Warczyk           |                         |                            |
| 1993 | Małgorzata Jędrzejewska  | Agnieszka Godras        | Katarzyna Wróbel           |
| 1994 | Bogumiła Matysiak        | Małgorzata Jędrzejewska | Katarzyna Wróbel           |
| 1995 | Bogumiła Matusiak        | Agnieszka Godras        | Małgorzata Jędrzejewska    |
| 1996 | Bogumiła Matusiak        | Agnieszka Godras        | Monika Kotek               |
| 1997 | Dorota Czynszak          | Bogumiła Matusiak       | Monika Kotek               |
| 1998 | Dorota Czynszak          | Bogumiła Matusiak       | Monika Kotek               |
| 1999 | Bogumiła Matusiak        | Monika Tyburska         | Anna Skawińska             |
| 2000 | Monika Tyburska          | Bogumiła Matusiak       | Małgorzata Wysocka         |
| 2001 | Bogumiła Matusiak        | Anna Skawińska          | Monika Tyburska            |
| 2002 | Bogumiła Matusiak        | Joanna Ignasiak         | Monika Tyburska            |
| 2003 | Joanna Ignasiak          | Anna Skawińska          | Paulina Brzeźna            |
| 2004 | Małgorzata Wysocka       | Bogumiła Matusiak       | Joanna Ignasiak            |
| 2005 | Bogumiła Matusiak        | Anna Skawińska          | Magdalena Zamolska         |
| 2006 | Maja Włoszczowska        | Magdalena Zamolska      | Paulina Brzeźna            |
| 2007 | Joanna Ignasiak          | Magdalena Zamolska      | Bogumiła Matusiak          |
| 2008 | Bogumiła Matusiak        | Paulina Brzeźna         | Joanna Ignasiak            |
| 2009 | Bogumiła Matusiak        | Paulina Brzeźna         | Katarzyna Pawłowska        |
| 2010 | Maja Włoszczowska        | Paulina Brzeźna         | Eugenia Bujak              |
| 2011 | Maja Włoszczowska        | Eugenia Bujak           | Anna Harkowska             |
| 2012 | Martyna Klekot           | Paula Gorycka           | Eugenia Bujak              |
| 2013 | Katarzyna Pawłowska      | Eugenia Bujak           | Paulina Brzeźna-Bentkowska |
| 2014 | Eugenia Bujak            | Katarzyna Pawłowska     | Katarzyna Niewiadoma       |
| 2015 | Eugenia Bujak            | Katarzyna Niewiadoma    | Katarzyna Pawłowska        |
| 2016 | Katarzyna Niewiadoma     | Katarzyna Pawłowska     | Małgorzata Jasińska        |
| 2017 | Katarzyna Pawłowska      | Alicja Ratajczak        | Agnieszka Skalniak         |
| 2018 | Małgorzata Jasińska      | Katarzyna Pawłowska     | Katarzyna Wilkos           |
| 2019 | Anna Plichta             | Małgorzata Jasińska     | Aurela Nerlo               |
| 2020 | Anna Plichta             | Marta Jaskulska         | Karolina Kumięga           |
| 2021 | Karolina Karasiewicz     | Aurela Nerlo            | Marta Jaskulska            |
| 2022 | Agnieszka Skalniak-Sójka | Marta Lach              | Marta Jaskulska            |
| 2023 | Agnieszka Skalniak-Sójka | Marta Lach              | Marta Jaskulska            |
| 2024 | Marta Jaskulska          | Marta Lach              | Agnieszka Skalniak-Sójka   |
| 2025 | Agnieszka Skalniak-Sójka | Katarzyna Niewiadoma    | Marta Jaskulska            |